# モロビトコゾリテ
「モロビトコゾリテ」は、野川さくらの14枚目のシングル。2011年4月20日にFOXTROTから発売された。

## 概要
前作『heavenly days』から約1年ぶりのリリースとなるシングル。表題曲「モロビトコゾリテ」は、PCゲーム『もろびとこぞりて -JOY TO THE WORLD! THE LORD IS COME-』のオープニングテーマに起用された疾走感のあるかっこいい曲」。歌詞にも同ゲームに関連した音楽に関連したフレーズが使われている。また、レコーディングでは「大きな気持ち」で歌うようにしたという。カップリングの「Nau!Nau!Nau!」は桃井はることのデュエット曲で、野川曰く「何かに迷っている人たちにパワーを与える」曲になっている。

## 収録曲
1. モロビトコゾリテ [4:30]
作詞：Miu Clochette、作曲・編曲：鈴木Daichi秀行
  - PCゲーム『もろびとこぞりて -JOY TO THE WORLD! THE LORD IS COME-』オープニングテーマ
2. Nau!Nau!Nau! [3:41]
歌：野川さくら・桃井はるこ
作詞・作曲：桃井はるこ、編曲：Haraddy
  - PCゲーム『もろびとこぞりて -JOY TO THE WORLD! THE LORD IS COME-』オープニングテーマ
3. モロビトコゾリテ（Inst.ver）
4. Nau!Nau!Nau!（Inst.ver）